# Better Call Saul (2.ª temporada)
A segunda temporada da série americana de televisão Better Call Saul estreou em 15 de fevereiro de 2016. A temporada tem dez episódios e foi transmitida nas noites de segunda-feira nos Estados Unidos na AMC. Como a temporada anterior, a segunda temporada se passa em 2002, com Bob Odenkirk interpretando Jimmy McGill, um advogado que rivaliza com seu irmão Chuck (Michael McKean). Jonathan Banks repete o papel de Mike Ehrmantraut, que tem problemas com o cartel mexicano de drogas após um conflito com Tuco (Raymond Cruz), orquestrado por Nacho Varga (Michael Mando). Isso chama a atenção de Hector Salamanca (Mark Margolis).
A segunda temporada de Better Call Saul foi criticamente aclamada recebeu sete indicações em seis categorias para o 68º Primetime Emmy Awards, não vencendo em nenhuma delas.

## Recepção

### Avaliação da crítica
No site agregador de críticas Metacritic, a segunda temporada tem uma pontuação de 85/100, baseado em 18 críticas, indicando "aclamação universal".  No Rotten Tomatoes, a temporada tem uma classificação de 97%, com base em 31 avaliações, com uma avaliação média de 8.7/10.

## Produção

### Filmagens
A produção iniciou-se em em junho de 2015, dois meses após o término da primeira temporada. Foi ambientada e filmada em Albuquerque, Novo México.

## Episódios
| N.º na série | N.º na temp. | Título       | Dirigido por     | Escrito por                     | Exibição original       | Audiência (milhões) |
| ------------ | ------------ | ------------ | ---------------- | ------------------------------- | ----------------------- | ------------------- |
| 11           | 1            | "Switch"     | Thomas Schnauz   | Thomas Schnauz                  | 15 de fevereiro de 2016 | 2,57                |
| 12           | 2            | "Cobbler"    | Terry McDonough  | Gennifer Hutchison              | 22 de fevereiro de 2016 | 2,23                |
| 13           | 3            | "Amarillo"   | Scott Winant     | Jonathan Glatzer                | 29 de fevereiro de 2016 | 2,20                |
| 14           | 4            | "Gloves Off" | Adam Bernstein   | Gordon Smith                    | 7 de março de 2016      | 2,20                |
| 15           | 5            | "Rebecca"    | John Shiban      | Ann Cherkis                     | 14 de março de 2016     | 1,99                |
| 16           | 6            | "Bali Ha'i"  | Michael Slovis   | Gennifer Hutchison              | 21 de março de 2016     | 2,11                |
| 17           | 7            | "Inflatable" | Colin Bucksey    | Gordon Smith                    | 28 de março de 2016     | 2,03                |
| 18           | 8            | "Fifi"       | Larysa Kondracki | Thomas Schnauz                  | 4 de abril de 2016      | 1,93                |
| 19           | 9            | "Nailed"     | Peter Gould      | Peter Gould                     | 11 de abril de 2016     | 2,06                |
| 20           | 10           | "Klick"      | Vince Gilligan   | Heather Marion e Vince Gilligan | 18 de abril de 2016     | 2,26                |